# Ulf Thors
Ulf Thors, född 14 juni 1952, är en svensk före detta ishockeyspelare som vann SM-guld med Modo Hockey år 1979. Han var assisterande tränare i Modo fram till år 1992, då han bytte yrke.